# Libertad (Venezuela)
Libertad é uma cidade venezuelana, capital do município de Ricaurte.